# Palau Het Loo
El Palau Het Loo (en neerlandès, Palau dels Boscs) és un palau reial construït entre el 1684 i el 1686 a Apeldoorn, als Països Baixos. El palau fou residència de la Casa d'Orange-Nassau, del rei Guillem III després que s'acabés de construir, i de la reina Wilhelmine fins a la seva mort el 1962. L'edifici ha estat reformat entre el 1976 i 1982 per esdevenir el 1984 un museu nacional obert al públic en el qual s'hi pot trobar a l'interior objectes, obres, pintures i el llegat deixat per la família reial. El castell ha estat classificat dins dels 100 més bonics edificis històrics dels Països Baixos i el visita habitualment unes 410 000 persones cada any, fet que el transforma en el vuitè museu neerlandès més freqüentat.